# ストラトフォード (ニュージーランド)
ストラトフォード (英: Stratford) は、ニュージーランドの北島のタラナキ地方中部にある小さな町で、ニュープリマスから約39km内陸に位置する。ハウェラからの距離は30kmとなる。人口は6,030人（2020年）。